# Nabis ericetorum
Nabis ericetorum är en insektsart som beskrevs av Clarke H. Scholtz 1847. Nabis ericetorum ingår i släktet Nabis, och familjen fältrovskinnbaggar. Arten är reproducerande i Sverige.